# أنطونيو ألمادا
أنطونيو ألمادا (بالإسبانية: Antonio Almada) هو مبارز بالسيف مكسيكي، ولد في 26 أبريل 1931 في نافويوا ‏ في المكسيك، وتوفي في نوفمبر 2018.

## وصلات خارجية
- أنطونيو ألمادا على موقع أوليمبيديا (الإنجليزية)